# 이완 시마투팡

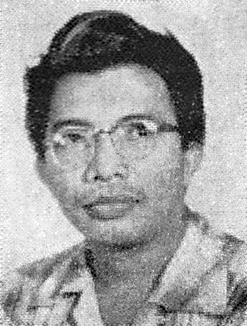

이완 시마투팡(Iwan Simatupang, 1928년 1월 18일 - 1970년 8월 4일)은 수마트라 태생의 인도네시아의 소설가, 시인, 수필가, 극작가이다.

## 약력
이완 시마투팡은 수마트라의 시볼가(Sibolga)에서 태어났다. 독립 전후의 시기에 인도네시아의 독립을 지지하는 인도네시아 공화국 학생군(Tentara Republik Indonesia Pelajar)에 참가하여 수마트라 북부에서 인도네시아 독립 전쟁 중인 1949년 네덜란드 경찰에 체포된 경력이 있다. 풀려난 후에는 메단에서 고등학교를 졸업하였고, 수라바야에서 약학을 공부하였지만 졸업하지는 않았다. 이후 유럽으로 유학을 갔는데, 먼저 네덜란드의 레이던 대학교에서 1954년 - 1956년 동안 인류학을 공부하였고, 1957년에는 헤이그에서 로테르담 대학교에 속한 국제 사회연구소에서 공부하였으며, 1958년에는 파리로 가서 소르본 대학교에서 장 발(Jean Wahl) 밑에서 철학을 공부하였다.
그 후 인도네시아로 돌아와 수라바야에서 고등학교 교사로 재직하였으며, 《시아삿(Siasat)》 지의 편집 일을 맡았고, 1966년부터 1970년까지는 《와르타 하리안(Warta Harian →일일 뉴스)》 지의 편집을 맡았다. 인도네시아로 돌아온 후 문학 활동에 매진하여 여러 글을 썼는데, 1963년 수필 〈작가의 자유와 조국의 문제(Kebebasan Pengarang dan Masalah Tanah Air)〉로 《사스트라(Sastra →문학)》 지에서 2등상을 받았다. 1960년에는 첫 장편 소설인 《순례(Ziarah)》를 썼으나 1969년이 되어서야 인도네시아에서 출판되었다. 이 소설은 1977년 방콕에서 초회 동남아시아 국가 연합 문학상을 받았다. 1961년에는 두 장편 소설 《빨강 속의 빨강(Merahnya Merah)》, 《가뭄(Kering)》을 썼는데, 전자는 1968년 인도네시아에서 출판되어 1970년 국가 문학상을 받았고, 후자는 1972년 인도네시아에서 출판되었다.
베네딕트 앤더슨에 따르면 이완 시마투팡과 푸투 위자야는 인도네시아가 낳은 독립 이후 "진정으로 탁월한 소설가"이며, 둘 모두 마술적 사실주의에 강한 애착을 보이는 작가이다.

## 주요 작품 목록
- 《직사각형 달(Bulan Bujur Sangkar)》 (연극, 1960),
- 《에르테 놀/에르웨 놀(RT Nol/RW Nol)》 (연극, 1966)
- 《공원에서의 오후(Petang di Taman)》 (연극, 1966)
- 《빨강 속의 빨강(Merahnya Merah)》 (장편 소설, 1968)
- 《순례(Ziarah)》 (장편 소설, 1969)
- 《가뭄(Kering)》 (장편 소설, 1972)
- 《콩(Koong)》 (장편 소설, 1975)
- 《하늘과 함께 반듯이 서서(Tegak Lurus dengan Langit)》 (단편집, 1982, 다미 N. 토다 편)
- 《문학의 제 문제(Sejumlah Masalah Sastra)》 (수필집, 1982, 사탸그라하 후립 편)
- 《1964-1966년 간 이완 시마투팡의 정치적 편지들(Surat-Surat Politik Iwan Simatupang 1964-1966)》 (1986, 프란스 M. 파레라 편)
- 《밤의 순례(Ziarah Malam)》 (시집, 1993, 오욘 소퍈, 샴수리잘 다르 편)